# Triin Peips
Triin Peips (* 26. September 1982 in Valga) ist eine frühere estnische Biathletin und Skilangläuferin.
Triin Peips bestritt 2001 und 2002 zunächst einige internationale Rennen als Skilangläuferinnen, ohne dabei jedoch über unterklassige Rennserien wie dem Continental- und Skilanglauf-Marathon-Cup sowie FIS-Rennen hinauszukommen. Deshalb wechselte sie zum Biathlonsport. Dort gehörte die Otepääer Lehrerin seit 2004 dem Nationalkader an. Sie wurde von Ants Orasson trainiert und startete wir schon im Langlauf für den Oti-Audentes Sportclub. Ihre ersten internationalen Rennen bestritt sie im Rahmen der Europameisterschaften 2004 in Minsk, bei denen sie 38. des Sprints und 36. der Verfolgung wurde. Seit dem Auftakt der Saison 2004/2005 startete sie im Europacup. Beim ersten Rennen, einem Einzel in Geilo, kam die Estin auf den 52. Platz. 2005 verpasste sie in drei aufeinander folgenden Rennen als 32. in Obertilliach und Windischgarsten knapp die Punkteränge. Diese erreichte Peips schließlich erstmals als 26. eines Sprints in Altenberg. Ihr bestes Ergebnis in der Rennserie erreichte sie 2007 als 21. eines Sprints in Nové Město na Moravě. Ihr Debüt im Weltcup gab sie ebenfalls zum Beginn der Saison 2004/05. In Beitostølen wurde sie 103. eines Sprints. Im weiteren Saisonverlauf kam sie in Oberhof als 81. eines Sprints erstmals auf eine zweistellige Platzierung. Noch in der Saison erreichte sie als 74. eines Sprints in Pokljuka ihr bestes Karriereergebnis. Nächste internationale Meisterschaften wurden die Europameisterschaften 2006 in Langdorf, bei denen Peips 42. des Einzels wurde und im Sprintrennen nicht ins Ziel kam. Zum Karriereende und -Höhepunkt wurden die Weltmeisterschaften 2007 in Antholz. Peips belegte im Einzel den 80. und im Sprint den 78. Platz, im Staffelrennen kam sie an der Seite von Sirli Hanni, Eveli Saue und Tagne Tähe als Schlussläuferin auf den 13. Rang.

## Biathlon-Weltcup-Platzierungen
Die Tabelle zeigt alle Platzierungen (je nach Austragungsjahr einschließlich Olympische Spiele und Weltmeisterschaften).
- 1.–3. Platz: Anzahl der Podiumsplatzierungen
- Top 10: Anzahl der Platzierungen unter den ersten zehn (einschließlich Podium)
- Punkteränge: Anzahl der Platzierungen innerhalb der Punkteränge (einschließlich Podium und Top 10)
- Starts: Anzahl gelaufener Rennen in der jeweiligen Disziplin
- Staffel: inklusive Mixed- und Single-Mixed-Staffeln

| Platzierung         | Einzel | Sprint | Verfolgung | Massenstart | Staffel | Gesamt |
| ------------------- | ------ | ------ | ---------- | ----------- | ------- | ------ |
| 1. Platz            |        |        |            |             |         |        |
| 2. Platz            |        |        |            |             |         |        |
| 3. Platz            |        |        |            |             |         |        |
| Top 10              |        |        |            |             |         |        |
| Punkteränge         |        |        |            |             | 1       | 1      |
| Starts              | 3      | 8      |            |             | 1       | 12     |
| Stand: Karriereende |        |        |            |             |         |        |